# Arrondissement Rees
Das Arrondissement Rees war ein kurzlebiger Verwaltungsbezirk des Départements Lippe im Ersten Kaiserreich.

## Geschichte
Durch Dekrete Kaiser Napoleons I. vom Dezember 1810 annektierte Frankreich einen Gebietsstreifen zwischen Wesel am rechten Niederrhein bis zur Lübecker Bucht an der Ostsee, um die 1806 verhängte Kontinentalsperre besser durchsetzen, erforderliche Konskriptionen besser vornehmen und Steuern aus diesem Territorium einnehmen zu können. In diesem Zuge ergriff Napoleon unter Verstoß gegen die Rheinbundakte, nach der er eigentlich zur Protektion des Rheinbundes verpflichtet war, Besitz von den Ländern einiger Signatarstaaten dieses völkerrechtlichen Vertrags. Vollständig annektiert wurden das Fürstentum Salm, das Herzogtum Arenberg-Meppen und das Herzogtum Oldenburg, während das Großherzogtum Berg nur seine Gebiete nördlich der Lippe hergeben musste und mit Teilen des Herzogtums Arenberg-Meppen, die südlich der Lippe lagen, wenigstens noch teilweise entschädigt wurde. Das 1807 errichtete Königreich Westphalen musste ebenfalls Gebiete an Frankreich abgeben (Hochstift Osnabrück), wurde aber mit einem Großteil des seit 1803 französisch besetzten Kurfürstentums Braunschweig-Lüneburg großzügig kompensiert.
In den annektierten Territorien errichtete Frankreich als oberste Verwaltungsebene die Hanseatischen Departements. Im Westen dieses Gebiets, zwischen Rhein und Ems, entstand nach interimistischer Verwaltung durch die benachbarten niederländischen Departements Yssel-Supérieur bzw. Bouches-de-l’Yssel am 28. April 1811 das Département Lippe mit Münster als dessen Hauptstadt. Untergliedert war es in vier Arrondissements, das Arrondissements Rees im Westen, das Arrondissement Münster im Osten, das Arrondissement Neuenhaus in Norden und das Arrondissement Steinfurt in der Mitte.
Das Arrondissement Rees umfasste Gebiete des vormalig bergischen Arrondissements Essen am Rhein sowie den Westen des annektierten Fürstentums Salm. Mit 136.950 ha war es 24 Quadratmeilen groß und zählte im Jahr 1813 69.685 Einwohner. Unterteilt wurde das Arrondissement Rees in Kantone, die als mittlere Verwaltungs- sowie untere Steuer- und Gerichtsbezirke fungierten:
| Kanton     | Einwohner | Mairien (Bürgermeistereien)                                       |
| ---------- | --------- | ----------------------------------------------------------------- |
| Bocholt    | 16.083    | Anholt, Bocholt, Dingden, Liedern, Rhede                          |
| Borken     | 15.900    | Borken, Gemen, Heiden, Marbeck, Raesfeld, Ramsdorf, Velen, Weseke |
| Emmerich   | 08.513    | Elten, Emmerich, Vrasselt                                         |
| Rees       | 09.099    | Haldern, Isselburg, Rees                                          |
| Ringenberg | 10.527    | Ringenberg, Schermbeck                                            |
| Stadtlohn  | 09.563    | Gescher, Stadtlohn, Südlohn                                       |

Die Verwaltung des Arrondissement stand ab 1811 unter der Leitung des Unterpräfekten Gottfried Wilhelm Peter Fettich (1773–1832), eines früheren Kommilitonen von Ludwig von Vincke am Königlichen Pädagogium in Halle, vormals Maire von Emmerich am Rhein (1806–1811), später Landrat des Kreises Rees (1815/1816) und Regierungsrat in den Regierungen Kleve (1816–1823) und Düsseldorf (1823–1832), der in seiner Aufgabe durch Arrondissementsräte unterstützt wurde. Als solche waren prominente Bürger und Verwaltungsleute früherer Einrichtungen tätig, etwa Anton Diepenbrock, ein Regierungsmitglied des früheren Fürstentums Salm, dem neben seinem Amt als Arrondissementsrat auch die Leitung des Kantons Bocholt oblag. In der Justiz des Arrondissements fanden andere salmische Regierungsmitglieder weitere Verwendung, etwa Hans von Bostel als Instruktionsrichter und Aloys Franz Bernhard van Langenberg als Staatsanwalt. Unterhalb der Kantone wurden nach dem Vorbild der französischen Gemeindeverwaltung (Munizipalität) Mairien eingerichtet.
Nach der Völkerschlacht bei Leipzig brach die französische Herrschaft in Deutschland zusammen. Das Arrondissement Rees kam 1813 unter das interimistische Verwaltungsregime des interalliierten Zentralverwaltungsdepartements, und von 1814 bis 1815 unter die Verwaltung des preußischen Generalgouvernement zwischen Weser und Rhein. Das Königreich Preußen, das 1815 durch die Wiener Kongressakte die Souveränität über das Gebiet zugesprochen bekam, errichtete im Gebiet des Arrondissements Rees 1816 die Kreise Borken und Rees.